# Kabago
Kabago är ett vattendrag i Burundi.   Det ligger i provinsen Rutana, i den centrala delen av landet, 110 kilometer öster om huvudstaden Bujumbura.
Omgivningarna runt Kabago är huvudsakligen savann. Runt Kabago är det ganska tätbefolkat, med 100 invånare per kvadratkilometer.